# Герхард V фон Бланкенхайм
Герхард V фон Бланкенхайм (на немски: Gerhard V zu Blankenheim; * пр. 1267; † сл. 10 август 1309) е господар на Бланкенхайм в Айфел.

## Произход
Той е син на Фридрих I фон Бланкенхайм († сл. 1275) и съпругата му Мехтилд фон Близкастел († сл. 1258), дъщеря на граф Хайнрих фон Близкастел († 1237) и Агнес фон Сайн († 1266), дъщеря на Хайнрих II фон Сайн († 1203) и Агнес фон Зафенбург († 1201). Внук е на Герхард IV, господар на Бланкенхайм († сл. 1248) и съпругата му Юта фон Хаймбах-Хенгебах († сл. 1252).

## Фамилия
Герхард V фон Бланкенхайм се жени на 20 януари 1272 г. за Ирмезинда Люксембургска (или Ирмгард дьо Дюрбюи) († сл. 1308), дъщеря на Герхард III, господар на Дюрбюи-Руси († 1303, син на граф и херцог Валрам IV фон Лимбург † 1226, и Ермезинда II Люксембургска † 1247) и съпругата му Мехтхилд фон Клеве († 1304), дъщеря на граф Дитрих фон Клеве († 1245). Те имат децата.
- Фридрих II фон Бланкенхайм († 1322), господар на Каселбург, женен сл. 23 ноември 1313 г. за Елизабет фон Лайнинген († сл. 1351), дъщеря на граф Фридрих V фон Лайнинген († сл. 1327) и София фон Фрайбург († сл. 1335)
- Арнолд II фон Бланкенхайм († сл. 1359), женен пр. 30 юли 1312 г. (развод 1324) за Ирмгард фон Оурен († сл. 1340)
- Матилда († сл. 1317), омъжена за Тиери IV, господар на Валкур-Рошфор († сл. 1317)
- Катарина († 1308 – 1324), омъжена пр. 28 май 1300 г. за Арнолд I фон Рандерат († 1330)
- Йохан фон Бланкенхайм († сл. 1341), каноник на Св. Ламберт в Лиеж
- Елизабет († 15 януари 1324), омъжена пр. 1300 г. за фогт Йохан фон Хунолщайн († 27 октомври 1328)
- Герхард VI фон Бланкенхайм (* ок. 1300; † между 8 септември 1348/30 януари 1350), господар на Бланкенхайм-Каселбург, женен между 25 март и 12 май 1322 г. за Анна фон Кирбург († сл. 1353), дъщеря на Готфрид II, вилдграф фон Кирбург († 1298) и Уда († сл. 1317)
- Йоханета († сл. 1358), омъжена пр. 14 април 1309 г. за Вилхелм Стари фон Мандершайд († сл. 1367)
- Филипа, омъжена за Герлах III/IV фон Долендорф († 1334)
- Маргарета († 27 юни 1312), омъжена за Вилхелм III фон Егмонд, господар на Егмонд († 1312)